# José María Arizmendiarrieta

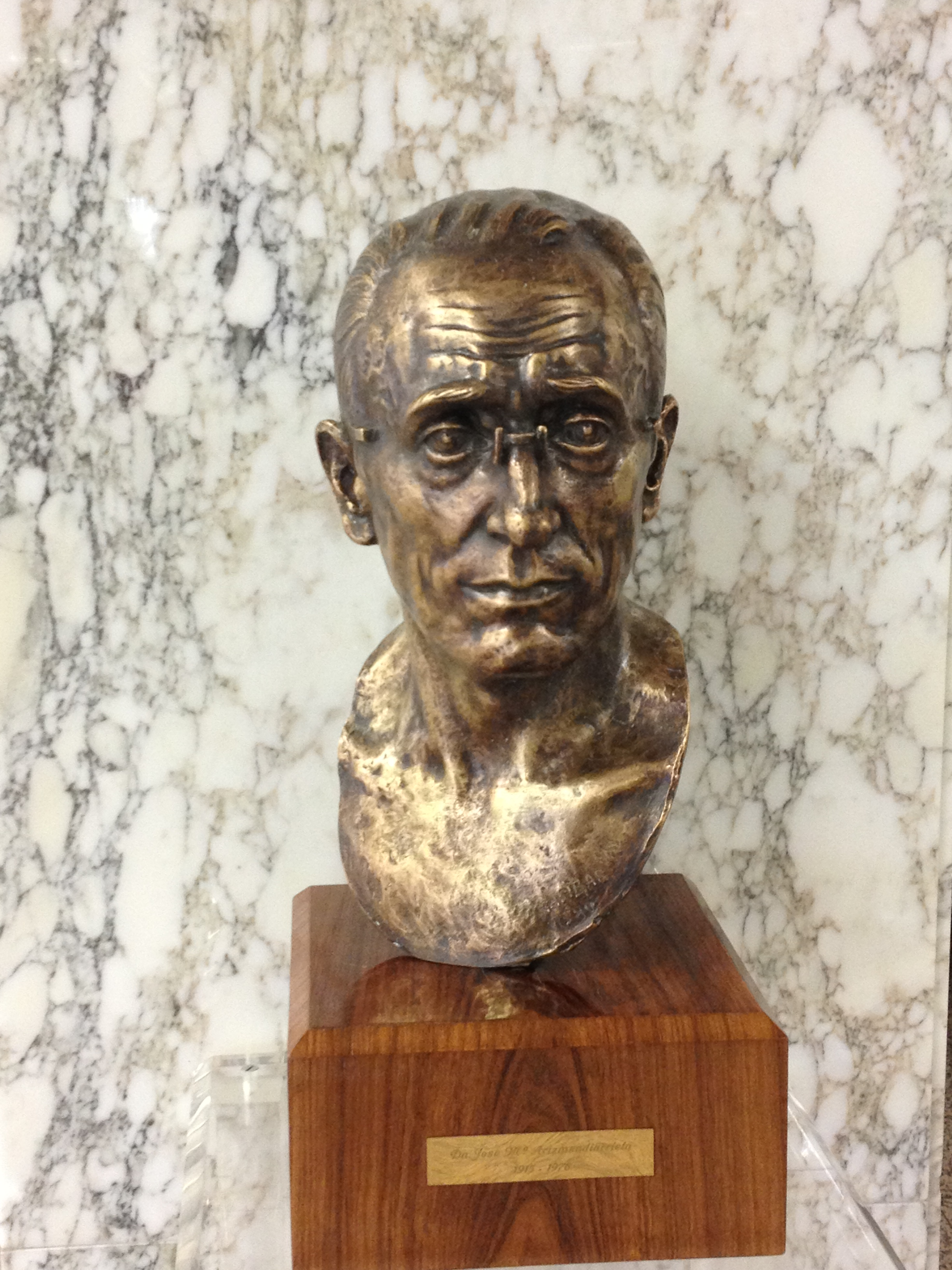
Büste von José María Arizmendiarrieta im Hauptgebäude der Universidad de Mondragón in Arrasate

Pater José María Arizmendiarrieta Madariaga (* 22. April 1915 in Markina, Bizkaia; † 29. November 1976 in Arrasate) war ein baskischer römisch-katholischer Priester. Im Baskenland gründete er mehrere Genossenschaften und Schulen sowie die Mondragón Corporación Cooperativa.

## Leben

### Jugendzeit und Ausbildung
José María Arizmendiarrieta wurde als ältester Sohn einer Kleinbauernfamilie geboren und wuchs auf dem Land auf. Mit zwölf Jahren trat er in das Knabenseminar des Bistums Vitoria in Castillo y Elejabeitia ein und studierte anschließend am Priesterseminar in Vitoria.
Während des Spanischen Bürgerkriegs, in dem er als Seminarist naturgemäß nicht zu den Unterstützern der Republik gehörte, wurde er nicht zum Militär eingezogen, da ihm nach einem Unfall im Kindesalter ein Auge fehlte. Stattdessen widmete er sich dem Journalismus und wurde wegen seiner Zusammenarbeit mit zwei baskisch-nationalistischen Zeitschriften kurzzeitig inhaftiert. Im Jahr 1940 empfing er durch den Apostolischen Administrator des Bistums Vitoria, Weihbischof Francisco Javier Lauzurica y Torralba, das Sakrament der Priesterweihe. 1941 wurde er Vikar in Mondragón und Seelsorger der Katholischen Aktion und später der dortigen Falange-Jugendbewegung.

### Wirken als Priester
Im Jahr 1943 gründete er eine erste Berufsschule in Mondragón. Vier Jahre später empfahl er elf junge Leute zum Studium nach Saragossa, um industrielles Know-how zu erwerben. Aus dieser Schule und der Gruppe junger Studenten entstand später die Mondragón Corporación Cooperativa. Über soziale Fragen, die sein Wirken in der Seelsorge, in der Katholischen Aktion und in der Berufsschule prägten, stand er mit Persönlichkeiten im Austausch, die sich mit diesen Themen befassten. Dazu gehörte der Bischof von Málaga, Ángel Herrera Oria oder Erzbischof Vicente Enrique y Tarancón. Er wandte sich auch an britische Sozialpolitikern wie William Henry Beveridge und Labour-Chef Clement Attlee, aber auch an Denker wie Jacques Maritain oder Emmanuel Mounier. Seine Haltung war vor allem von den Gedanken der Sozialenzyklika Quadragesimo anno Papst Pius XI. geprägt.
Der Errichtung der Berufsfachschule folgend initiierten Arizmendiarrieta und seine Mitstreiter die Gründung einer Reihe von Genossenschaften. Drei Jahre nach Gründung der ersten Genossenschaft durch fünf Absolventen der von Arizmendiarrieta gegründeten Fachschule wurde die Caja Laboral ins Leben gerufen, eine Kreditgenossenschaft, die Genossenschaften und genossenschaftliche Neugründungen finanzierte. Der besondere Aspekt dabei war die den Realgenossenschaften gegenüber dienende Rolle durch die geringen Zinssätze für Fremdkapital bei Neugründungen. So entstanden bis Anfang der 1960er Jahre mehr als 20 demokratisch organisierte Genossenschaftsunternehmen, die innerhalb des Mondragón-Verbunds in den unterschiedlichsten Wirtschaftszweigen aktiv sind. Zu ihnen gehörte auch der 1956 als Kooperative Ulgor gegründete und bis 2013 existierte Haushaltsgerätehersteller Fagor. Weitere Unternehmen sind die Handelskette Eroski, die Bank Laboral Kutxa oder der Sozialfonds  Lagun Aro.

### Krankheit und Lebensabend
Eine Herzerkrankung erforderte in den frühen 1970er Jahren mehrere Operationen. Vor seinem Tod erlebte er aber noch die Bewährung des von ihm initiierten und begleiteten Genossenschaftssystems in der durch die Ölpreiskrise ausgelösten Wirtschaftskrise 1974. Obwohl die Krise auch die genossenschaftlichen Unternehmen traf und eine Genossenschaft aufgegeben werden musste, behielten die die Mitarbeiter durch den Wechsel in andere Kooperativen ihre Arbeit und wurden durch den Sozialfonds und die sozialversicherungsrechtliche Absicherung vor dem Ruin bewahrt.

### Nachwirkung und geistliches Erbe
Arizmendiarrietas Initiative zur selbstverwalteten wirtschaftlichen Tätigkeit und die durch ihn vertretenen Prinzipien der Katholischen Soziallehre prägen die Mondragón Corporación Cooperativa weiterhin. Der Genossenschaftsverbund ist Jahrzehnte nach Arizmendiarrietas Tod die größte Genossenschaft und eins der zehn größten Unternehmen Spaniens. Mehr als 100.000 Mitarbeiter sind zu über 80 % Genossenschafter. Die Einkommensdifferenzen zwischen Arbeitern und Spitzenmanagern liegen weit unter denen anderer Unternehmen und die Versorgung kranker und pflegebedürftiger Mitarbeiter wird durch hohe Gehaltsfortzahlungen sichergestellt. Aus den von ihm in den frühen 1940er Jahren mit der späteren Mondragon Goi Eskola Politeknikoa „Jose Mª Arizmendiarrieta“ begründeten Bildungsinitiativen entstand im Jahr 1997 durch den Zusammenschluss dreier kooperativer Fachschulen die Universidad de Mondragón. Die Universität mit Studiengängen in Engineering, Business Studies, Ernährungs-, Human- und Erziehungswissenschaften gehört der Mondragón Corporación Cooperativa an und betont ihr soziales und umweltorientiertes Selbstverständnis.

## Seligsprechungsprozess
Das Bistum San Sebastián eröffnete ein Verfahren zur Seligsprechung Arizmendiarrietas. Bischof Juan María Uriarte Goiricelaya erklärte im Mai 2009 den diözesanen Informationsprozess für abgeschlossen und leitete die Akten für das weitere Verfahren an die Kongregation für die Selig- und Heiligsprechungsprozesse in Rom weiter.
Am 14. Dezember 2015 erkannte ihm Papst Franziskus den heroischen Tugendgrad zu, womit bis auf die Anerkennung eines seiner Fürsprache zugeschriebenen Wunders alle Voraussetzungen für die Seligsprechung erfüllt sind.
Im November 2016 wurden seine sterblichen Überreste den Regeln des kanonischen Rechts entsprechend erhoben und in der Pfarrkirche Juan Bautista in Mondragón neu beigesetzt. Für eine zukünftige Seligsprechung wurde damit ein Verehrungsort in der Kirche geschaffen, in der Arizmendiarrieta während seines gesamten Priesterlebens im seelsorglichen Dienst war.

## Werke
- Reflections: Insights from the Founder of the Mondragon Cooperatives. Solidarity Hall, 2022, ISBN 978-1-7337164-1-3.